# جنگل حفاظت‌شده کزون
جنگل حفاظت‌شده کزون (به لاتین: Quezon Protected Landscape) یک پارک ملی در فیلیپین است که در کالابارزون واقع شده‌است.